# Mikołaj Antonowicz
Mikołaj Graf Antonowicz Andrault de Buy (französisch Nicolas Comte Antonowicz Andrault de Buy; * 15. Januar 1915 in Warschau; † 3. April 2000 in Frankfurt am Main) war ein polnischer Offizier und Geschäftsmann.

## Herkunft
Die Familie von Mikołaj Antonowicz kam im 17. Jahrhundert von Frankreich nach Polen und kämpfte für die polnische Krone. Von der bekam sie auch einen Wappenzusatz, die Hälfte des polnischen Adlers. Die Familie hieß de Buy aus dem Geschlecht der Grafen de Langeron und nahm den Namen Antonowicz (von Anton) an. Die Familie führte sich zurück bis in die Zeit der Kreuzzüge, an denen ihre Ahnen teilgenommen haben sollen. Ihr Wappenzusatz, drei goldene Lilien, soll eine Auszeichnung dafür sein.
Sein Großvater Afinogen Antonowitsch war Professor für Ökonomie in Kiew und von 1893 bis 1896 stellvertretender russischer Finanzminister.

## Leben
Mikołaj Graf Antonowicz war der Sohn des Gardeoffiziers Georg Graf Antonowicz Andrault de Buy und seiner Ehefrau Katarzyna Myszakow. Nach der polnischen Unabhängigkeit 1918 lebte die Familie zeitweise in Warschau und auf den Gütern in Wolhynien in der heutigen Ukraine. In den 1930er Jahren war Antonowicz politisch in der nationalistischen Organisation ONR aktiv.
Ab dem 1. September 1939 war er an der Verteidigung Warschaus gegen die Wehrmacht beteiligt. Nach dem Einmarsch der Deutschen war er im Untergrund aktiv, so dass er in letzter Minute vor der Gestapo aus Warschau nach Frankreich floh, wo er gegen die Deutschen an der Westfront kämpfte. Er wurde mehrfach interniert, entkam jedoch jedes Mal.
Nach der Gründung der polnischen Widerstandsbewegung in Frankreich (poln.: Polski Ruch Oporu we Francji) durch Oberst Antoni Zdrojewski, dem späteren französischen Marschall, war er verantwortlicher Aktivist für den Kampf in Frankreich. Später ging er nach Schottland, um in die neuentstehende 1. Polnische Panzerdivision (1 Dywizja Pancerna) unter dem Befehl von General (Brigadegeneral) Stanisław Maczek einzutreten. Nach dem Einmarsch der Alliierten in der Normandie kämpfte er u. a. in Falaise, Chambois und Breda. In dieser Zeit wurde er mit mehreren Orden und Medaillen ausgezeichnet. Jahre später wurde er zum Brigadegeneral der polnischen Streitkräfte befördert.
Nachdem 1947 die polnische Armee gezwungen worden war, sich zu entwaffnen, wurde er Unternehmer und ging zunächst nach Paris. Danach ließ er sich in Deutschland nieder, wo er in Frankfurt am Main lebte und zahlreiche Kontakte zur deutschen und europäischen Aristokratie hatte. Der letzte Vertreter der Grafen Antonowicz Andrault de Buy starb am 3. April 2000 in Frankfurt an einem Herzinfarkt. Mit ihm starb seine Linie aus.

## Auszeichnungen
Mikołaj Antonowicz erhielt für seine Leistungen während des Zweiten Weltkriegs polnische, britische und französische Auszeichnungen, darunter das Military Cross MC.

## Schriften
- Le revers de la médaille. Les Éditions du Panthéon, Paris 1999, ISBN 2-84094-445-6.

## Belege
1. ↑  Stanisław Maczek: Od podwody do czołga (= Towarzystwo naukowe katolickiego uniwersytetu lubelskiego. Bd. 132). Katholische Universität Lublin / Orbis Press, Lublin / London 1990, Auszug.

| Personendaten    | Personendaten                                                                                     |
| ---------------- | ------------------------------------------------------------------------------------------------- |
| NAME             | Antonowicz, Mikołaj                                                                               |
| ALTERNATIVNAMEN  | Antonowicz Andrault de Buy, Mikołaj Graf; Antonowicz Andrault de Buy, Nicolas Comte (französisch) |
| KURZBESCHREIBUNG | polnischer Offizier und Geschäftsmann                                                             |
| GEBURTSDATUM     | 15. Januar 1915                                                                                   |
| GEBURTSORT       | Warschau                                                                                          |
| STERBEDATUM      | 3. April 2000                                                                                     |
| STERBEORT        | Frankfurt am Main                                                                                 |